# Anellozetes intermedius
Anellozetes intermedius är en kvalsterart som beskrevs av Hammer 1967. Anellozetes intermedius ingår i släktet Anellozetes och familjen Humerobatidae. Inga underarter finns listade i Catalogue of Life.